# Michal Vojislav
Michal I. (srbsky Михаило I Војислављевић, Mihailo I Vojislavljević) byl knížetem a později i prvním králem středověkého srbského státu Duklja.
Vládl přibližně v letech 1050 až 1081. Za své vlády využil toho, že Byzantská říše byla zaneprázdněna válkami s Normany a Seldžuky a díky obratné politice upevnil nezávislost Duklji, využil přitom také církevního schizmatu z roku 1054. V roce 1067 bylo Římem povýšeno biskupství v Baru na arcibiskupství a začaly mu podléhat také okolní srbské země. V roce 1077 byla Michalovi udělena papežem Řehořem VII. královská hodnost.